# Aktivní galaktické jádro

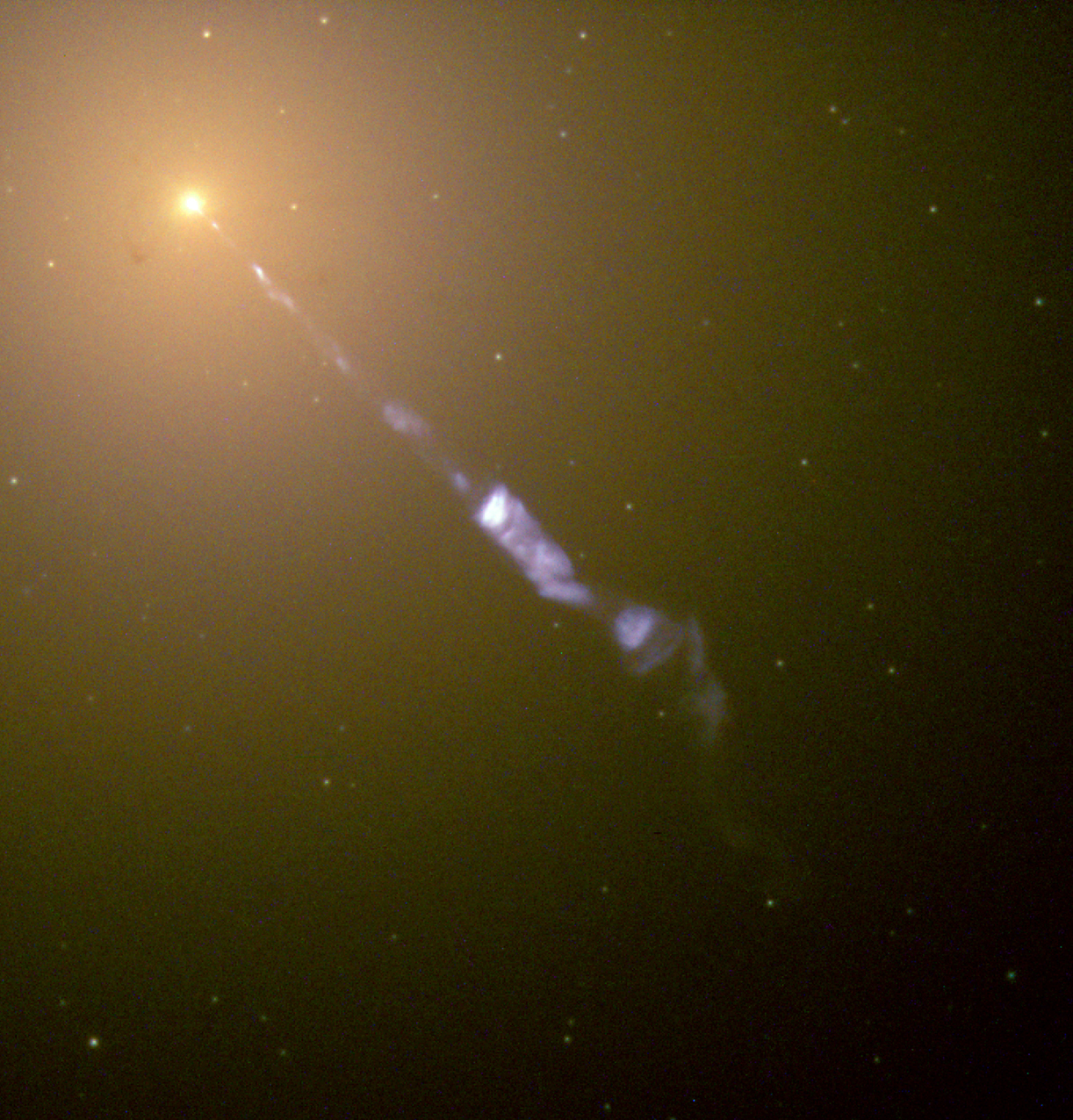
Aktivní galaxie M87

Aktivní galaktické jádro (AGN z anglického Active galactic nucleus) je střed aktivní galaxie tvořený obří černou dírou obklopenou obrovskými rotujícími mračny plynu a prachu. Ty svým třením vyvolávají extrémně silné záření, jež je nejjasnějším zdrojem záření ve vesmíru a je srovnatelné se zářením miliard hvězd, pokud by je vyzařovaly z plochy o velikosti naší sluneční soustavy.
Toto záření je zastoupeno vlnovými délkami části či celé šíře elektromagnetického spektra (infračervené, rádiové, ultrafialové, rentgenové a gama).